# Delfín Benítez Cáceres
Delfín Benítez Cáceres, paragvajski nogometaš in trener, * 24. september 1910, Asunción, Paragvaj, † 8. januar 2004.
Benítez je v svoji karieri igral za: Libertad, Boca Juniors, Racing Club (1939–41) in Ferro Carril Oeste (1941–44). Pozneje je postal trener Independiente Medellín in več drugih klubov.
Igral je tudi na prvem svetovnem prvenstvu v nogometu leta 1930.